# جاك كاسلي
جاك كاسلي (بالإنجليزية: Jack Kasley)‏ (2 يناير 1916 – 16 يوليو 1989) هو سبّاح من الولايات المتحدة راحل، مثّل بلاده في الألعاب الأولمبية الصيفية 1936.

## روابط خارجية
جاك كاسلي على موقع الاتحاد الدولي للسباحة (الإنجليزية)
- جاك كاسلي على موقع أوليمبيديا (الإنجليزية)